# Compliant Mechanism

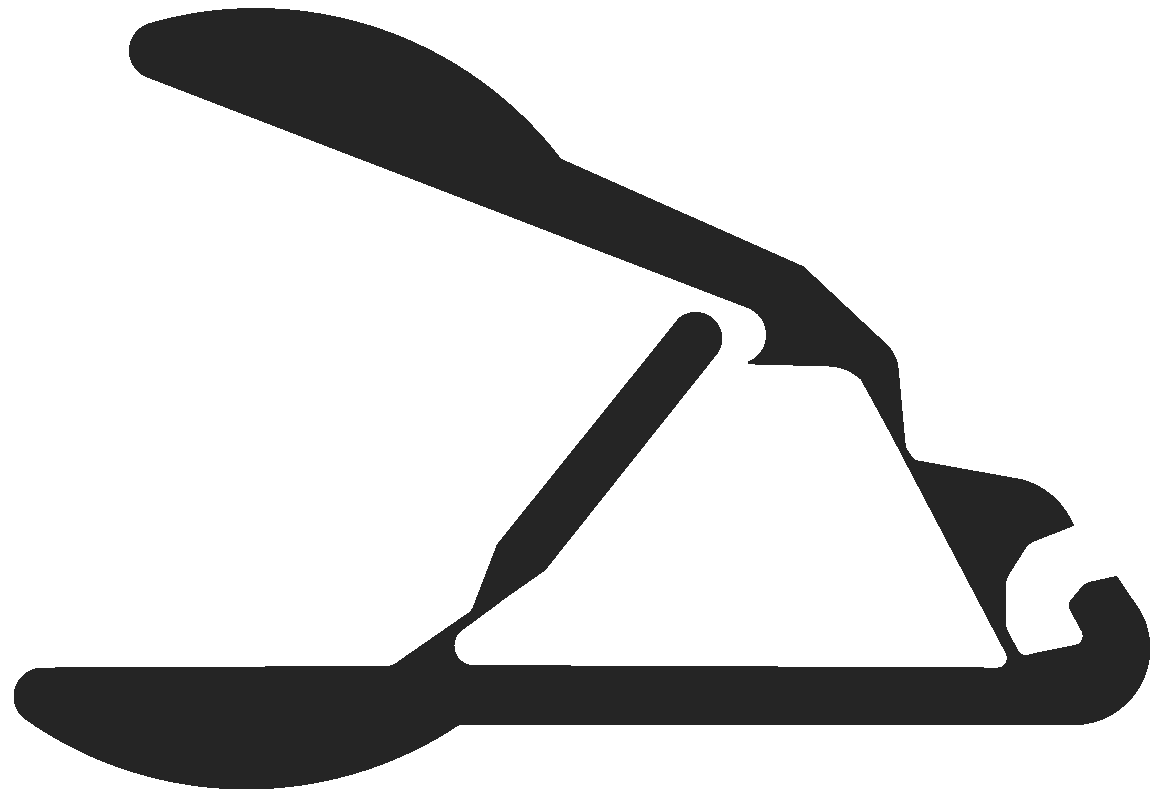
Zange in Form eines Compliant Mechanisms

Compliant Mechanism ist im Maschinenbau ein flexibler Mechanismus, der die Kraft- und Bewegungsübertragung durch elastische Körperverformung erreicht. Die Bewegung wird ganz oder teilweise durch die relative Flexibilität der Glieder und nicht allein durch starre Körpergelenke erreicht. Einige gängige Geräte, die flexible Mechanismen verwenden, sind Steckschnallen und Büroklammern. Eines der ältesten Beispiele für die Verwendung nachgiebiger Strukturen ist der Pfeil und Bogen.

## Gestaltungsmethoden
Compliant Mechanisms werden in der Regel mit zwei Methoden entworfen:

### Kinematischer Ansatz
Die kinematische Analyse kann zur Konstruktion eines nachgiebigen Mechanismus verwendet werden, indem ein Pseudo-Starrkörpermodell des Mechanismus erstellt wird. In diesem Modell werden die flexiblen Segmente als starre Glieder modelliert, die mit Drehgelenken mit Torsionsfedern verbunden sind. Andere Strukturen können als eine Kombination aus starren Gliedern, Federn und Dämpfern modelliert werden.

### Struktureller Optimierungsansatz
Bei dieser Methode werden Berechnungsmethoden zur Topologieoptimierung der Struktur eingesetzt. Die erwartete Belastung und die gewünschte Bewegung und Kraftübertragung werden eingegeben, und das System wird hinsichtlich Gewicht, Genauigkeit und minimaler Spannungen optimiert. Bei fortschrittlicheren Methoden wird zunächst die zugrundeliegende Gestängekonfiguration optimiert und dann die Topologie um diese Konfiguration herum optimiert. Andere Optimierungsverfahren konzentrieren sich auf die Topologieoptimierung der Biegegelenke, indem sie einen starren Mechanismus als Eingabe verwenden und alle starren Gelenke durch optimierte Biegegelenke ersetzen. Um das Verhalten der Struktur vorherzusagen, wird eine Finite-Elemente-Spannungsanalyse durchgeführt, um Verformungen und Spannungen über die gesamte Struktur zu ermitteln.
Für die Konstruktion dieser Mechanismen werden derzeit andere Techniken entwickelt. Compliant Mechanisms, die in einer Ebene hergestellt werden und deren Bewegung von dieser Ebene ausgeht, werden als „lamina emergent mechanisms“ (LEMs) bezeichnet.

## Vorteile
Compliant Mechanisms können als Alternative zu ähnlichen Mechanismen geschaffen werden, die mehrere Teile verwenden. Die Verwendung nachgiebiger Mechanismen hat zwei wesentliche Vorteile:
- Geringe Kosten: Ein Compliant Mechanism kann in der Regel in einer einzigen Struktur hergestellt werden, was eine drastische Vereinfachung bei der Anzahl der erforderlichen Teile bedeutet. Eine einteilige nachgiebige Struktur kann unter anderem durch Spritzguss, Extrusion und 3D-Druck hergestellt werden. Dies macht die Herstellung relativ billig und zugänglich.[1]
- Bessere Effizienz: Ein Compliant Mechanism leidet nicht unter einigen Problemen, die bei mehrgliedrigen Mechanismen auftreten, wie z. B. Spiel oder Oberflächenverschleiß. Aufgrund der Verwendung flexibler Elemente können Compliant Mechanisms leicht Energie speichern, um sie zu einem späteren Zeitpunkt freizugeben oder in andere Energieformen umzuwandeln.[1]

## Nachteile
Der gesamte Bewegungsbereich eines Compliant Mechanisms hängt vom Material und der Geometrie der Struktur ab; aufgrund der Beschaffenheit von Biegegelenken kann kein reiner Compliant Mechanism eine kontinuierliche Bewegung erreichen, wie sie bei einem normalen Gelenk auftritt. Außerdem sind die durch den Mechanismus aufgebrachten Kräfte auf die Lasten begrenzt, die die Strukturelemente ohne Versagen aushalten können. Aufgrund der Form von Biegegelenken neigen sie dazu, Spannungskonzentrationen zu bilden. In Verbindung mit der Tatsache, dass die Mechanismen zu zyklischen oder periodischen Bewegungen neigen, kann dies zu Ermüdung und schließlich zum Versagen der Struktur führen. Da außerdem ein Teil oder die gesamte zugeführte Energie für eine gewisse Zeit in der Struktur gespeichert wird, wird nicht die gesamte Energie wie gewünscht wieder abgegeben. Dies kann jedoch eine wünschenswerte Eigenschaft sein, um dem System Dämpfung zu verleihen.

## Anwendungsfelder
Einige der ältesten Anwendungsfelder von nachgiebigen Strukturen reichen mehrere Jahrtausende zurück. Eines der ältesten Beispiele ist der Pfeil und Bogen. Bei einigen Katapulten wurde die Flexibilität des Arms genutzt, um Energie zu speichern und freizusetzen und das Projektil über größere Entfernungen zu schleudern. Derzeit werden Compliant Mechanisms in einer Vielzahl von Bereichen eingesetzt, z. B. bei adaptiven Strukturen und biomedizinischen Geräten. Mit Compliant Mechanisms lassen sich selbstanpassende Mechanismen schaffen, die in der Robotik häufig zum Greifen verwendet werden. Da Roboter eine hohe Genauigkeit erfordern und nur eine begrenzte Reichweite haben, wurden umfangreiche Forschungsarbeiten zu nachgiebigen Robotermechanismen durchgeführt. Mikroelektromechanische Systeme (MEMS) sind eine der Hauptanwendungen für nachgiebige Mechanismen. MEMS haben den Vorteil, dass sie nicht zusammengebaut werden müssen und eine einfache ebene Form haben, die mit Hilfe der Photolithographie leicht hergestellt werden kann.
Ein Beispiel ist der flexible oder elastische Antrieb, der häufig zur Kopplung eines Elektromotors an eine Maschine (z. B. eine Pumpe) verwendet wird. Der Antrieb besteht aus einem Gummi-Dämpfer, der zwischen zwei Metallzähnen eingebettet ist. Ein Mitnehmer ist an der Motorwelle und der andere an der Pumpenwelle befestigt. Die Flexibilität des Gummiteils gleicht jeden leichten Versatz zwischen Motor und Pumpe aus.

## Beispiele

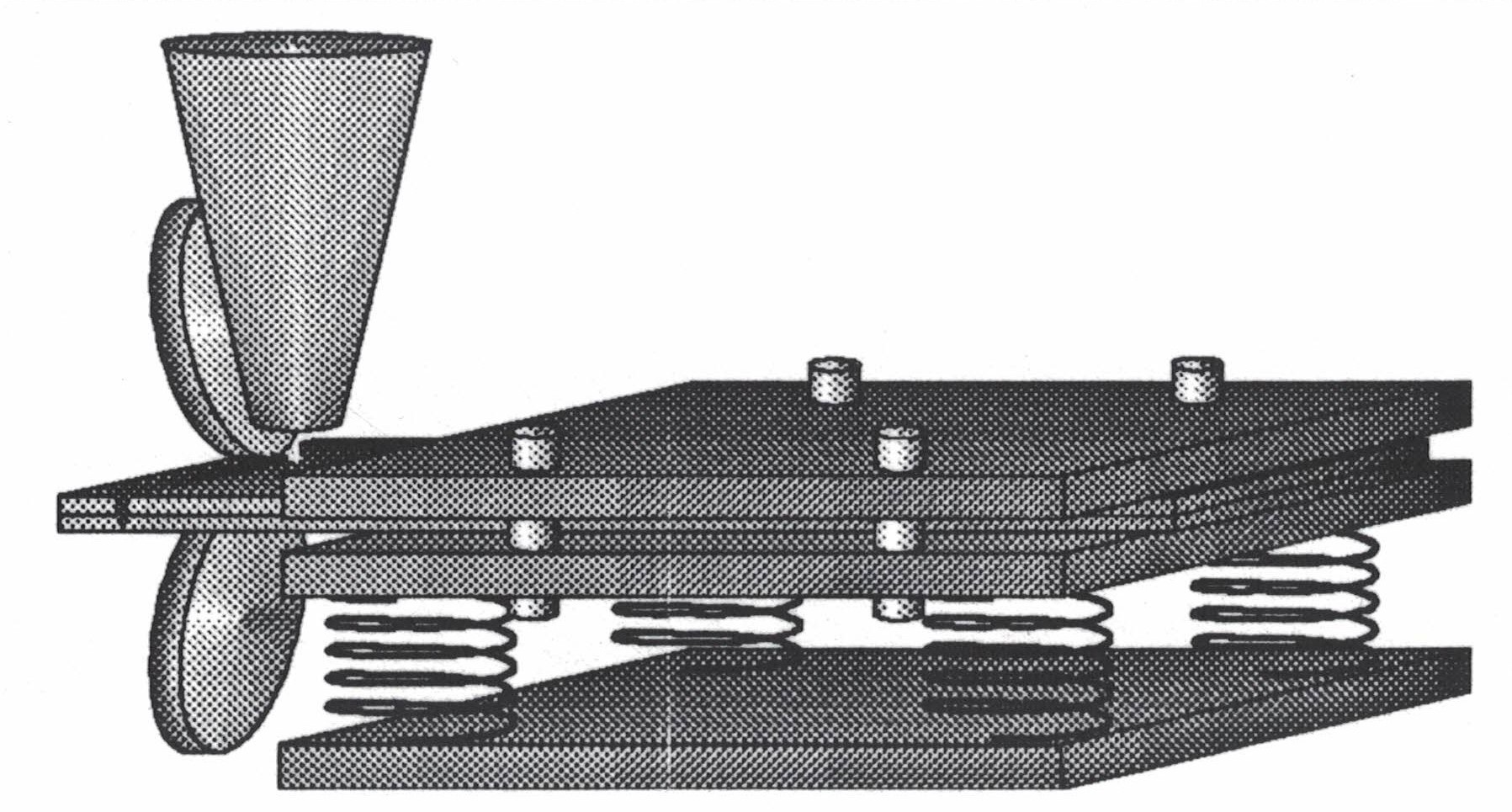
Ein Laserschweißroboter positioniert die Werkstücke durch einen Compliant Mechanism zwischen Tisch und Halterung
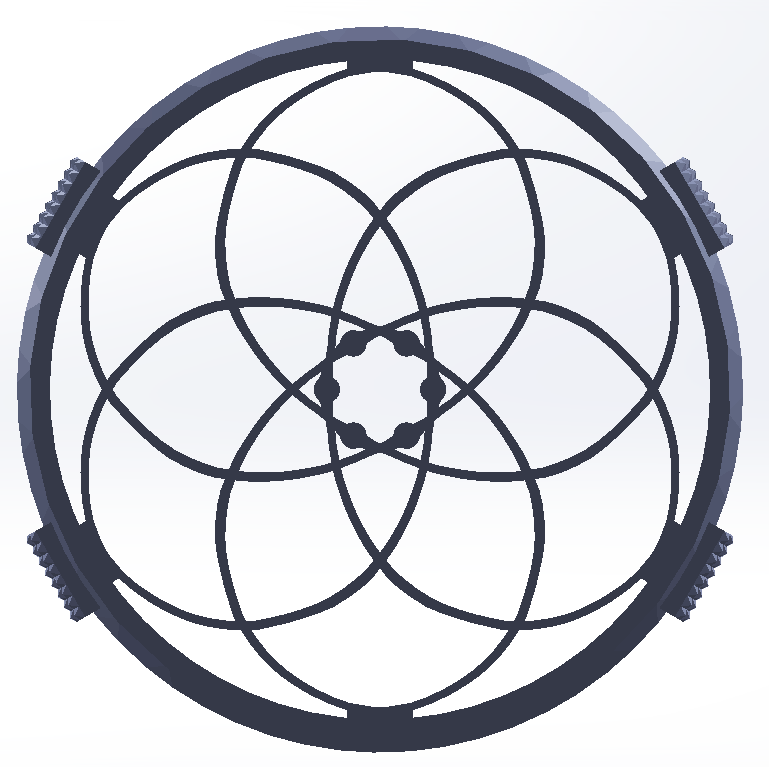
Compliant Mechanism Blende – geschlossen
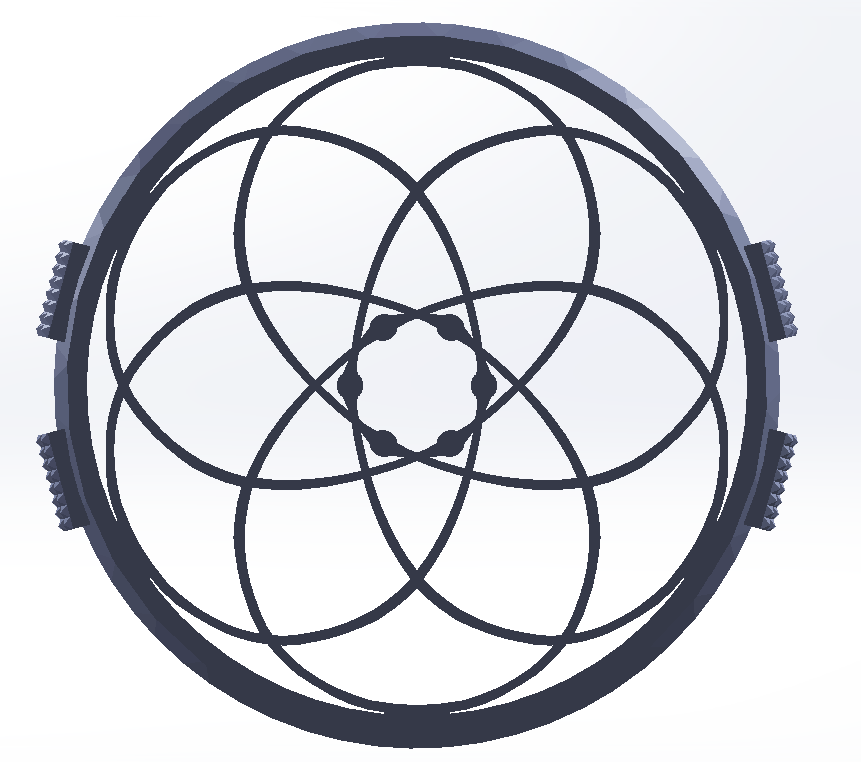
Compliant Mechanism Blende – geöffnet
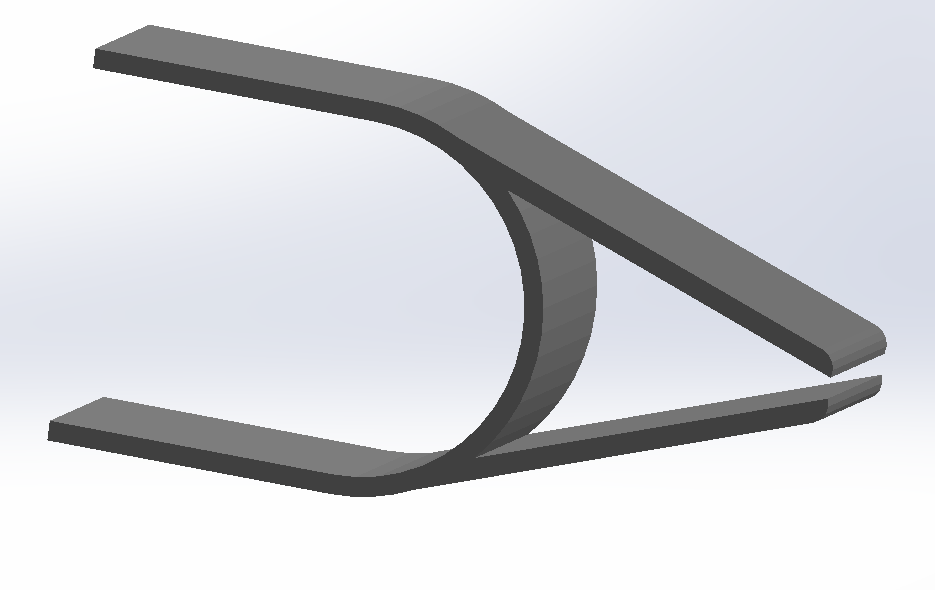
Compliant Mechanism Clip
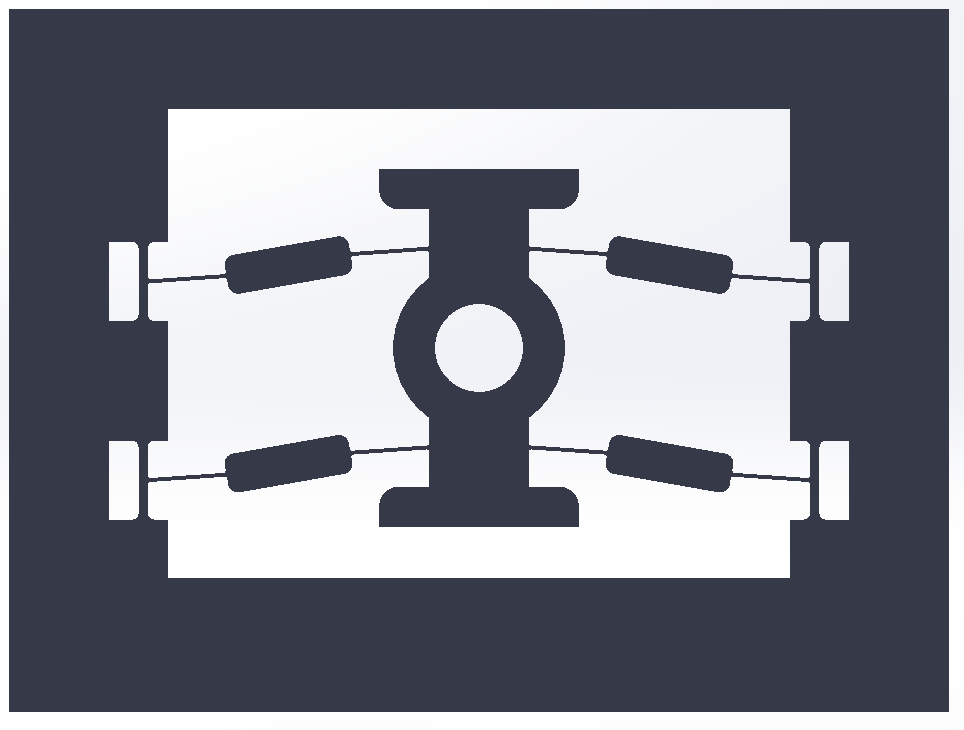
Bistabiler Schalter als Compliant Mechanism